# エフエム高知
株式会社エフエム高知（エフエムこうち、英: FM KOCHI BROADCASTING CO., LTD.略称: KFM）は、高知県を放送対象地域として超短波放送（FM放送）を行っている特定地上基幹放送事業者である。愛称はHi-Six（ハイ・シックス）。また、通称としてFM高知も使用される。コールサインはJOLV-FM。JFN系列。

当局含めたJFN系列38局はACジャパン（旧・公共広告機構）の正会員企業の一つである。

## 事業所
本社・演奏所
- 高知県高知市鷹匠町二丁目1番5号[7]

東京支社
- 東京都千代田区麹町一丁目8番地 JFNセンター7階[7]

## 沿革
- 1982年（昭和57年）10月27日 - 高知県域に民放FM周波数を割り当て[8]。
- 1991年（平成3年）7月1日 - 会社設立。
- 1992年（平成4年）4月1日 - 民放FM局として全国37番目に開局（FM徳島、FM佐賀と同日）。当時のキャッチフレーズは「鼓動」。
- 1995年（平成7年）4月1日 - 文字多重放送（見えるラジオ）開始。コールサインはJOLV-FCM。
- 2007年（平成19年）10月15日 - 高知市本町三丁目3番21号から高知市鷹匠町二丁目1番5号へ社屋移転。
- 2011年（平成23年）
  - 1月26日 - LISMO WAVEによる配信を全国FM連合加盟各局と同時に開始（2019年（令和元年）9月30日をもって終了）。
  - 12月5日 - ドコデモFMによる配信をJFN加盟各局と同時に開始（2021年（令和3年）2月28日をもって終了）。
- 2012年（平成24年）3月12日 - 高知競馬場で施行する重賞競走である「黒船賞選考競走 大高坂賞」の提供を開始する。
- 2014年（平成26年）3月31日 - 文字多重放送廃止。
- 2018年（平成30年）6月26日 - V-Low帯マルチメディア放送・インターネットラジオサービス「i-dio」で中国・四国地方でのサイマル放送・配信を開始（2020年（令和2年）3月31日をもって終了）。
- 2020年（令和2年）3月2日 - 同日正午より「radiko」通常版ならびに「radikoプレミアム・エリアフリー」（有料会員制、全国で聴取可能）共に配信開始。

## 周波数・出力
放送対象地域は高知県全域だが中継局が設置されていない一部地域などでは受信が困難である。
| 親局   | 周波数  | 空中線電力 | 備考                                         |
| ------ | ------- | ---------- | -------------------------------------------- |
| 高知   | 81.6MHz | 500W       | テレビ高知、高知放送と鉄塔・送信局舎を共用。 |
| 中継局 | 周波数  | 空中線電力 | 備考                                         |
| 中村   | 78.5MHz | 100W       |                                              |
| 宿毛   | 81.3MHz | 30W        |                                              |
| 須崎   | 82.7MHz | 10W        |                                              |
| 窪川   | 80.6MHz | 1W         |                                              |
| 安芸   | 79.9MHz | 10W        |                                              |

## 資本構成
企業・団体の名称、個人の肩書は当時のもの。出典：

### 2015年3月31日
| 資本金 | 発行済株式総数 | 株主数 |
| ------ | -------------- | ------ |
| 8億円  | 16,000株       | 45     |

| 株主                         | 株式数  | 比率   |
| ---------------------------- | ------- | ------ |
| 高新販売オリコミ社           | 1,720株 | 10.75% |
| 高知新聞社                   | 1,520株 | 09.50% |
| 高知放送                     | 1,360株 | 08.50% |
| 高知県                       | 1,120株 | 07.00% |
| 高知信用金庫                 | 1,000株 | 06.25% |
| テレビ高知                   | 0,800株 | 05.00% |
| 四国銀行                     | 0,800株 | 05.00% |
| 高知銀行                     | 0,800株 | 05.00% |
| ジャパンエフエムネットワーク | 0,480株 | 03.00% |
| ニッポン放送                 | 0,480株 | 03.00% |
| 読売新聞大阪本社             | 0,480株 | 03.00% |
| 日本経済新聞社               | 0,480株 | 03.00% |
| 共同通信社                   | 0,480株 | 03.00% |
| サニー不動産                 | 0,480株 | 03.00% |

## 自社制作番組
全体の番組状況は公式サイトのタイムテーブルなどを参照。なお、各番組のウェブサイトの大半は、seesaaのブログ形式となっている。

### 現在
2024年5月時点
- Hi-Six Shake!Shake!Shake!（平日 7:30 - 10:20）
  - UPDATE KOCHI（平日 7:50 - 7:54）
  - 読もっか こども高知新聞（平日 9:55 - 10:00）
- ステーションらんでぶ〜（月曜 - 木曜 14:40 - 14:47 レコレール内包） - V-air・FM岡山・FM香川と共同制作。
- Hi-Six Radio Jam（平日 16:00 - 18:55）
- 宮崎恵実のradio moon（月曜 12:45 - 12:55）[13]
- JUST IN CASE 災害への備え（火曜 12:45 - 12:55）
- ママそら高知のスマイルラジオ（水曜 11:30 - 11:55）
- TCEのGO午後GO!!（水曜 12:45 - 13:00）
- サリーとタケとこんじるのまだまだお昼ですよー!（木曜 11:30 - 11:55）
- 山下俊輔のWalk The Talk（木曜 12:45 - 13:00）
- じゃっくじゃないと!（最終木曜 20:00 - 20:30）
- プライムトーク（金曜 11:30 - 11:55）
- 熱燗はちんちんまけまけ!!（金曜 12:00 - 12:30）
- こうち文化福祉振興財団 presents サンドイッチパーラーの"会いにいくきね"（金曜 12:30 - 12:45）
- Brillante!for SDGs（第1・第3金曜 12:45 - 12:55） - FM愛媛・FM香川・FM徳島と共同制作。
- まるごとこうちゃんの高知うまみ探訪記（第2・第4金曜 12:45 - 12:55）
- Beautiful Eyes（第1・第3金曜 12:55 - 13:00）
- サニーフーヅ de テイク&イーティー（第2・第4金曜 12:55 - 13:00）
- THEイナズマ戦隊の下北からシャラップですわ（金曜 19:00 - 19:55）
- ツーライスのハラハチブンメ（土曜 12:00 - 12:30）
- WE LOVE STONES（第2・第4土曜 12:30 - 12:55）
- 樹奈のMusic Library（土曜 12:55 - 13:00）
- 萬月×ヒノケンの噛めばCOMEほど（土曜 18:30 - 18:40）
- シーサイド・ステーション（土曜 18:40 - 19:00）
- 熱血!音楽天国（日曜 16:55 - 17:00）

### 随時
- Hi-Six スマイル情報
- Hi-Six インフォメーションボード
- Hi-Six Monthly Power Play

### 過去の自社制作番組
- POWER LUNCH
- Movin' Friday
- Hi-Six M-Style
- ふれあいトークサロン
- Hi-Six Morning Click!
- それゆけ!本町アタッカーズ!!
- SUNDAY HIT 20
- prime trax
- Myスタイル すっぴんトーク
- YURIとYUUの高知CoCoダネ(^^♪
- いちむじんradio
- Hi-Six Move on Up!
- クルマのことなら日産サティオ高知におまかせ!
- 料亭濱長の実佐子でございます
- まひろのまラヂオ（2019年4月2日 - 2020年、火曜 11:30 - 11:55）
- ミタニ建設工業 presents Blue Project（2013年4月 - 2021年3月27日、土曜 18:00 - 18:30）
- THEこうちユニバーシティCLUB（2013年1月 - 2020年3月29日、日曜 9:30 - 9:55）
- 安藤桃子 presents ひらけチャクラ!（2020年6月1日 - 2023年10月30日、月曜 21:00 - 21:55）
- 吉田類の類語録 おかわりもう一杯!（2012年4月 - 2024年3月、月曜 13:30 - 13:55） - FM愛媛・FM香川・FM徳島にもネット。

## パーソナリティ
- 伊藤実沙子
- 加藤結
- 松木亮
- 岡本嘉勝
- 大黒久美子
- 横山佳代
- 江口梨津子